# Bolle-Berg
Der Bolle-Berg ist ein 2685 m hoher Berg im ostantarktischen Königin-Maud-Land. Er ragt 5 km südlich des Kyrkjeskipet aus den Larsen-Kliffs im östlichen Mühlig-Hofmann-Gebirge auf.
Benannt wurde er bei der Deutschen Antarktischen Expedition 1938/39 unter der Leitung des Polarforschers Alfred Ritscher. Namensgeber ist Herbert Bolle, Industriemeister bei der Lufthansa, welcher der Forschungsreise beratend zur Seite stand.